# لوگان دولی
لوگان دولی (به انگلیسی: Logan Dooley) ژیمناست زادهٔ ۲۶ سپتامبر ۱۹۸۷ میلادی اهل کشور ایالات متحده آمریکا است.